# هووپ و هولر (تگزاس)
هووپ و هولر (به انگلیسی: Hoop and Holler) یک منطقهٔ مسکونی در ایالات متحده آمریکا است که در شهرستان لیبرتی، تگزاس واقع شده‌است. هووپ و هولر ۴۹٫۰۷ متر بالاتر از سطح دریا قرار دارد.